# Lacrosse op de Olympische Zomerspelen
Lacrosse stond vijfmaal op het programma van de Olympische Spelen. Daarbij was het in 1904 en 1908 een medaille evenement en driemaal een demonstratiesport. De sport werd alleen door mannen beoefend.

## Onderdelen
| Onderdeel | 1904 | 1908 | 1912 | 1920 | 1924 | 1928 | 1932 | 1936 | 1948 | Totaal |
| --------- | ---- | ---- | ---- | ---- | ---- | ---- | ---- | ---- | ---- | ------ |
| Mannen    | •    | •    |      |      |      | d    | d    |      | d    | 2      |
|           |      |      |      |      |      |      |      |      |      |        |
| Totaal    | 1    | 1    |      |      |      |      |      |      |      | 2      |

## Medaillespiegel
| rang   | land             | goud | zilver | brons | totaal |
| ------ | ---------------- | ---- | ------ | ----- | ------ |
| 1      | Canada           | 2    | 0      | 1     | 3      |
| 2      | Groot-Brittannië | 0    | 1      | 0     | 1      |
| 2      | Verenigde Staten | 0    | 1      | 0     | 1      |
| totaal | totaal           | 2    | 2      | 1     | 5      |

St. Louis 1904 · 
Londen 1908 · 
Amsterdam 1928 (demonstratie) · 
Los Angeles 1932 (demonstratie) · 
Londen 1948 (demonstratie)
Olympische medaillewinnaars
Olympische Zomerspelen
Olympische Winterspelen
Gerelateerd
Olympische Jeugdspelen · Paralympische Spelen · Deaflympische Spelen · Special Olympic World Games
IOC · COA · BOIC · NOC*NSF · NAOC · SOC